# Шевченківське лісництво
Шевче́нківське лісництво — структурний підрозділ Лисянського лісового господарства Черкаського обласного управління лісового та мисливського господарства.
Офіс знаходиться в селі Моринці Звенигородського району Черкаської області.

## Лісовий фонд
Лісництво охоплює ліси північної частини Звенигородського району. Загальна площа лісництва — 3836,1 га.

## Об'єкти природно-заповідного фонду
У віданні лісництва перебувають:
- ботанічна пам'ятка природи Дуб Т. Г. Шевченка
- ботанічна пам'ятка природи Ясен звичайний